# Gaspar de Portolá
Gaspar de Portolà i Rovira (pron. catalana occidentale [ɡasˈpa depoɾ.toˈɫaj roˈβi.ɾa]; Os de Balaguer, 1716 – Lleida, 1784) è stato un esploratore spagnolo.

## Biografia
Nacque a Os de Balaguer, provincia di Lleida, in Catalogna, da una famiglia nobile. Don Gaspar de Portolà combatté nell'esercito spagnolo in Italia e Portogallo e divenne luogotenente nel 1743, Governatore della Bassa e Alta California dal 1767 al 1770, fondatore delle città di San Diego e Monterey (California). Morì  in Catalogna a Lleida nel 1784.

### La spedizione
Dal 1767, i Gesuiti missionari lungo le coste della Baja California avevano costituito circa ventitré missioni in un periodo di settantadue anni. Dicerie circolavano sul fatto che i gesuiti avessero accumulato un'enorme fortuna e stessero diventando troppo potenti. Facendo leva sull'atto di soppressione dell'Ordine dei gesuiti promulgato da Papa Clemente XIV nel luglio 1773, Carlo III di Spagna ordinò ai gesuiti di ritornare in Spagna. Eseguendo l'ordine del re, il viceré della Nuova Spagna ordinò l'arresto e la deportazione di tutti i gesuiti presenti nelle missioni e Don Gaspar de Portolá fu accusato della responsabilità di tale espulsione. Le missioni furono assegnate ai francescani e più tardi ai domenicani.
La Spagna si orientò a stabilire missioni in Bassa California e avamposti in Alta California, nel timore che quelle terre potessero essere rivendicate dall'Impero britannico, che non soltanto aveva costituito 13 colonie sulla costa orientale di quelli che oggi sono gli Stati Uniti, ma aveva recentemente colonizzato il Canada e i cacciatori di pellicce stavano scendendo dall'Alaska, dirigendosi verso le terre dell'Alta California. Un messaggio del 23 gennaio 1768, inviato da re Carlo al viceré, mise in moto le forze spagnole verso la conquista della costa del Pacifico. Vennero costituiti insediamenti nella baia di San Diego e in quella di Monterey, che erano già state esplorate e descritte dall'esploratore Sebastián Vizcaíno che aveva disegnato la linea costiera della California nel 1602. In maggio, il Visitatore generale spagnolo José de Gálvez progettò una spedizione costituita da quattro corpi di spedizione, due via mare e due per via di terra, e Portolá si offrì di comandare la spedizione.
Tutti e quattro i distaccamenti si ritrovarono nella baia di San Diego. La prima nave, il San Carlos, salpò da La Paz Baja California il 10 gennaio 1769, e il San Antonio partì il 15 febbraio. Il primo distaccamento di terra condotto da Fernando Rivera y Moncada, partì dalla missione Velicatá di San Fernando il 24 marzo. Con padre Rivera partì Juan Crespi, il famoso cronista dell'intera spedizione. Quella condotta da Portolá, che comprendeva padre Junípero Serra, presidente di tutte le missioni, missionari, coloni e soldati, partì da Velicatá il 15 maggio.
Rivera arrivò all'attuale San Diego in maggio e stabilì un campo nell'area attuale della vecchia città di San Diego, attendendo l'arrivo degli altri gruppi. A causa di un errore di Vizcaíno nel determinare la latitudine del porto di San Diego, 167 anni prima, le navi passarono oltre e arrivarono nel sito dell'attuale Los Angeles, prima di trovare il punto d'incontro stabilito. Il San Antonio arrivò l'11 aprile e il San Carlos, la prima nave a lasciare La Paz, avendo incontrato condizioni turbolente lungo il viaggio, arrivò il 29 aprile. Un terzo vascello seguiva i primi due ma probabilmente si smarrì lungo il percorso. La spedizione di terra di Portolá arrivò il 29 giugno. Dopo i lunghi e pericolosi viaggi di avvicinamento, la maggior parte degli uomini a bordo delle navi erano malati, principalmente di scorbuto, e molti erano morti. Dei 219 uomini partiti dalla Bassa California, soltanto un centinaio erano sopravvissuti.
Ansioso di giungere alla baia di Monterey, Portolá e la sua spedizione, formata da padre Juan Crespi, sessantatré soldati e cento muli, caricati delle provviste, si diressero verso nord il 14 luglio 1769. Marciando per circa otto chilometri al giorno, arrivarono nel sito dell'attuale Los Angeles il 2 agosto. Il giorno seguente, si diressero verso la zona costiera che oggi è Santa Monica e proseguendo pervennero nell'attuale Santa Barbara il 19 agosto e a San Simeon il 13 settembre. Il 1º ottobre giunsero finalmente alla foce del fiume Salinas.
Dopo una marcia di 650 chilometri da San Diego e oltre 1600 da Velicatá, erano finalmente giunti alla loro meta. Ma la nebbia che insisteva sulla costa rendeva la visuale come se si fosse in pieno oceano ed essi non poterono distinguere il porto a forma di O descritto da Vizcaino, anche se avevano viaggiato sempre lungo la costa. Il viaggio difficile era durato sei mesi e loro credettero di aver fallito l'obiettivo. Non essendo riusciti a trovare la loro meta, marciarono a nord e raggiunsero la regione dell'odierna Santa Cruz il 18 ottobre. Alla fine raggiunsero la baia di San Francisco il 31 ottobre ed esplorarono le regioni a sud che furono poi note come il Golden Gate. Decisero poi di tornare indietro verso San Diego non essendo riusciti a trovare il porto indicato da Vizcaino. Sopravvivendo mangiando carne di mulo per tutta la durata del viaggio, arrivarono alla loro meta il 24 gennaio 1770.
Uno degli ufficiali di Portolá, il capitano Vicente Vila, lo convinse che avevano oltrepassato la baia di Monterey. Dopo avere fatto dei rifornimenti a San Diego, Portolá e padre Serra decisero di mettere in atto una spedizione congiunta di mare e di terra per cercare nuovamente la baia di Monterey e stabilire una colonia in caso di successo. Il San Antonio partì il 16 aprile 1770 insieme a  padre Serra, Miguel Costanso, ingegnere militare e cartografo e Don Pedro Prat, chirurgo dell'esercito, con un carico di approvvigionamenti per la nuova missione di Monterey. Il 17 aprile,  dopo avere chiamato a raccolta tutte le forze di cui poteva disporre, partì la spedizione di terra guidata da Portolá con Pedro Fages, dodici volontari catalani, sette soldati, cinque nativi locali, due mulattieri e padre Crespi come cappellano della spedizione, marciando verso nord.
La spedizione seguì la stessa rotta percorsa l'inverno precedente quando rientrò a San Diego. Dopo 36 giorni di marcia con soli due giorni di riposo, Portolá giunse alla meta il 24 maggio 1770.
Egli notò così, in una giornata di bel tempo e guardando da diversi punti di osservazione, che era finalmente giunto alla meta del suo viaggio. Avendo riconosciuto la baia chiese a padre Crespi di celebrare una messa di ringraziamento vicino all'albero di quercia che i missionari francescani con Vizcaíno avevano indicato nel 1603 e presero possesso del territorio. Il 3 giugno 1770, misero le basi per la fondazione della missione di San Carlo Borromeo e fondarono il presidio di Monterey.
Il compito del governatore Portolá era finito. Egli lasciò il capitano Pedro Fages in carica e il 9 giugno iniziò il viaggio di ritorno per non più tornare in Alta California. Nel 1776, Portolá fu nominato governatore di Puebla.
Dopo la nomina del suo successore, nel 1784, tornò in Spagna ormai malato; morì quello stesso anno e venne sepolto a Barcellona.

## Memoria
Una statua alta 2,7 metri, venne realizzata a Pacifica, in California, dallo scultore catalano Josep Maria Subirachs e il suo collaboratore Francisco Carulla. Essa fu donata allo Stato della California nel 1988 e si trova ora nella città di San Francisco.
Inoltre la città californiana di Portola, nella contea di Plumas, deve a lui il proprio nome, anche se l'esploratore non ebbe mai occasione di visitarne la zona.